# Leucothyreus hirtus
Leucothyreus hirtus är en skalbaggsart som beskrevs av Ohaus 1910. Leucothyreus hirtus ingår i släktet Leucothyreus och familjen Rutelidae. Inga underarter finns listade i Catalogue of Life.